# スカパー・カスタマーリレーションズ
株式会社スカパー・カスタマーリレーションズは、多チャンネル放送の顧客管理業務を行う、スカパーJSATグループのサービス企業。旧商号は株式会社データネットワークセンター。
スカパー!等、親会社であるスカパーJSATなどグループ内の一般向けサービス事業に関する顧客窓口としてカスタマーセンターを設置し、各種問い合わせ対応、契約・代金収納等の事務処理を一手に引き受けている。

## 沿革
- 1999年12月22日 - 日本デジタル放送サービス（現・スカパーJSAT、51%）、及びNTT東日本（49%）の出資により、東経110度CS放送の顧客管理業務企画を行う「エスエヌ企画株式会社」として設立
- 2000年8月16日 - 正式事業化、商号を「株式会社データネットワークセンター」（英：Data Network Center Corporation、略称：DNCC）に変更
- 2010年
  - 4月1日 - NTTグループ各社保有のDNCC株式（NTT東日本34%、NTTドコモ 5%、NTTデータ5%、NTTコミュニケーションズ5%）をスカパーJSATが取得、同社の完全子会社となる
  - 10月1日 - 商号を「株式会社スカパー・カスタマーリレーションズ」（英：SKY Perfect Costomer-relations Corporation、略称：SPCC）に変更

## 事業所
- 本社（東京都品川区）
- 札幌センター（北海道札幌市中央区）
- 札幌eZoセンター（北海道札幌市中央区）
- みなとみらいセンター（神奈川県横浜市西区）
- 沖縄センターおもろまちブランチ（沖縄県那覇市おもろまち）
- 沖縄センター壺川ブランチ（沖縄県那覇市壺川）